# Белзьке князівство
Бе́лзьке князі́вство — давньоукраїнське удільне князівство династії Рюриковичів, зі столицею у місті Белз. Займало територію Белзької землі.

## Короткі відомості

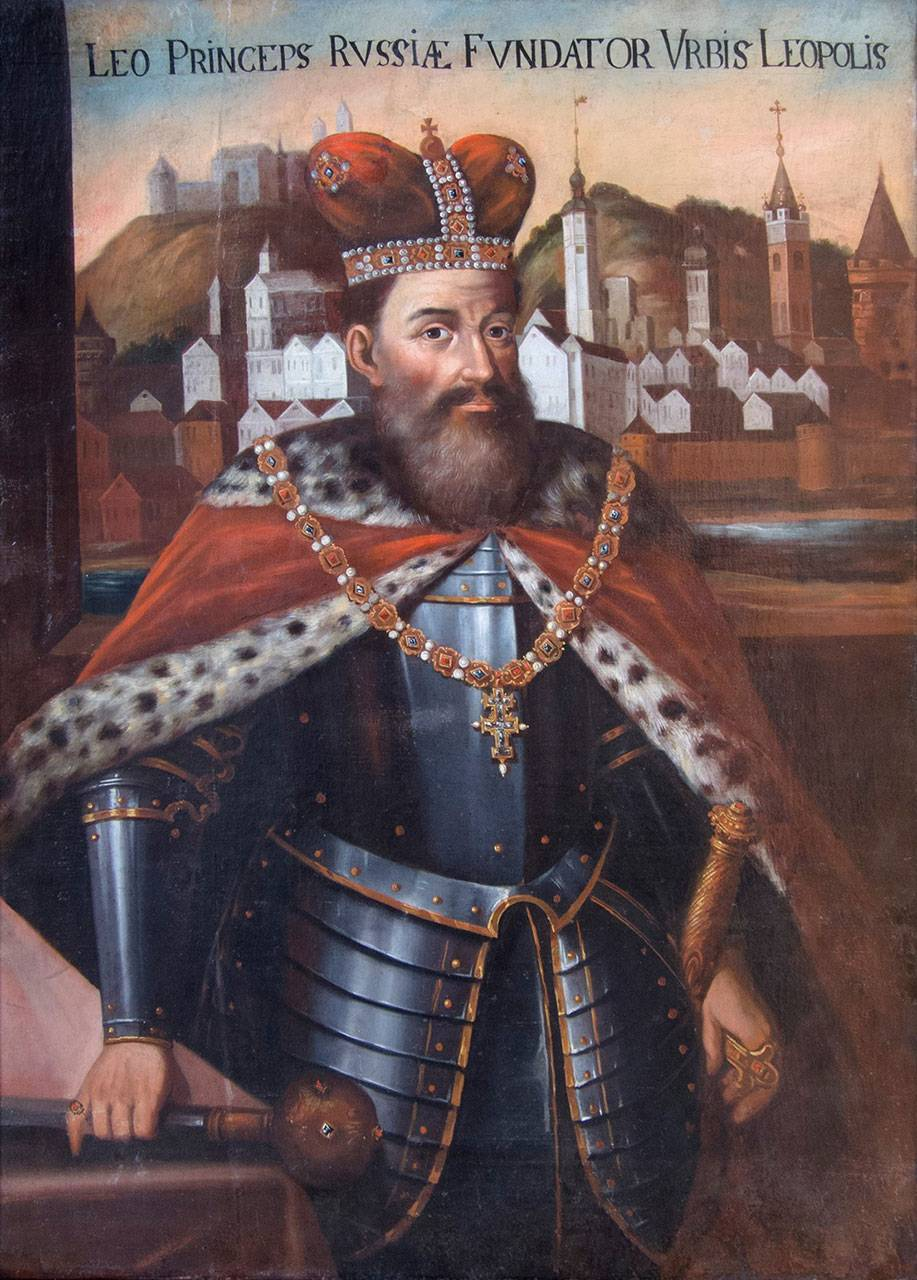
Лев Данилович — Король Русі, Великий Князь Київський, та Белзький. Правив у Белзі, протягом 1245—1269 рр.

Белзьке князівство існувало у XII–XV століттях, у пасмовому побужжі. Белзьке князівство, виникло близько 1170 року, внаслідок феодального роздроблення Русі. В 1240 році, Белзьке князівство, розгромили татаро-монголи. Відносно самостійним, Белзьке князівство існувало за життя Олександра Всеволодовича (1215–1233).
Протягом першої третини 13 століття, князь Олександр Всеволодич прагнув закріпитися на Белзькій землі, але зазнав поразки у боротьбі з Данилом Романовичем (1234), після чого Белзьке князівство приєднано до Галицько-Волинського князівства.
Після смерті Олександра Всеволодовича, Белзьке князівство перебувало у складі Галицько-Волинського князівства Романовичів, аж до 1349 р. Белзьке князівство, разом з Холмщиною, було надане як лен Юрію Наримунтовичу, який утримував Княже місто Белз, до походу Людовіка Угорського у 1377р. Після цього, Белзька та Холмська волості, були долучені до Руського домену, яким управляв Владислав Опольський.
З 1388 року — у Белзькому князівстві, закріпилась Мазовецька гілка польських князів П'ястів. Першим її представником був Земовит IV Плоцький. Князівство він отримав від Владислава Ягайла, як посаг за свою дружину Олександру Ольгердівну.
У часі громадянської війни у1431 року, Земовит V Белзький, взяв командування над польськими військами, воював і його брат Владислав І. Князь Казимир II і староста Ян Менжик, з 6-тисячним белзьким військом, обложили Олесько. В розпал цих боїв, у Белзі вибухнуло повстання українського населення. Було організовано ополчення та здобуто місто Буськ, у тилу мазовецького війська. Для втихомирення населення Белзького князівства, король Владислав II Ягайло мусив знімати облогу Володимирської столиці.
Припинення династії західно-мазовецьких князів П'ястів в 1462 році, спричинило входження Белзького князівства безпосередньо до корони Польської.

## Князі

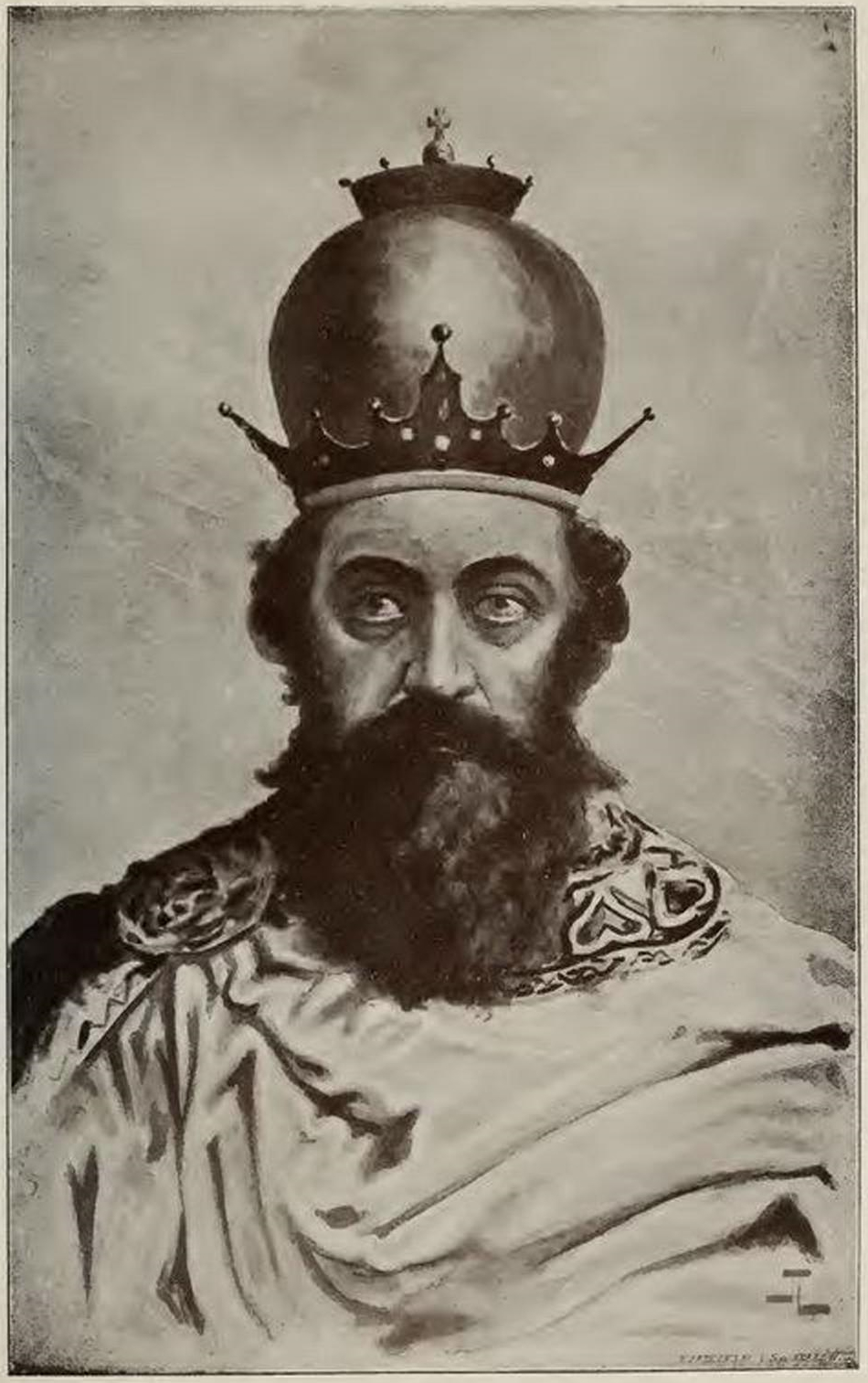
Король Данило Романович, Король Русі, та Князь Белзький.

| Белзькі князі | Белзькі князі          | Белзькі князі |
| Роки          | Князь                  | Примітки      |
| ------------- | ---------------------- | ------------- |
| 1170—1195     | Всеволод I             |               |
| 1195—1207     | Олександр Всеволодович |               |
| 1208—1211     | Василько Романович     |               |
| 1211—1215     | Всеволод II            |               |
| 1215—1233     | Олександр Всеволодович | Вдруге        |
| 1233—1241     | Данило I Романович     |               |
| 1241—1245     | Всеволод III           |               |
| 1245—1269     | Лев I                  |               |
| 1269—1301     | Юрій I                 |               |
| 1352—1377     | Юрій Наримунтович      |               |
| 1377—1382     | Владислав Опольчик     |               |
| 1383—1387     | Юрій Наримунтович      | Вдруге        |
| 1388—1426     | Земовит IV             |               |
| 1426—1434     | Земовит V              |               |
| 1426—1442     | Казимир II Белзький    |               |
| 1442—1455     | Владислав I Плоцький   |               |
| 1455—1462     | Земовит VI             |               |
| 1455—1462     | Владислав II Плоцький  |               |